# Hraunhafnartangi
Hraunhafnartangi (isländskt uttal: [ˈr̥œinˌhapnarˌtʰauɲcɪ]) är en udde i republiken Island. Den ligger i regionen Norðurland eystra, i den nordöstra delen av landet.
Hraunhafnartangi är den näst nordligaste punkten på Islands fastland, och ansågs länge vara den nordligaste punkten fram till 2016, då den förlorade den titeln till den närliggande Rifstangi, som befanns överskrida Hraunhafnars läge med 68 meter. Det är känt för Hraunhafnartangi fyr.